# Клюково (Высокомазовецкий повет)

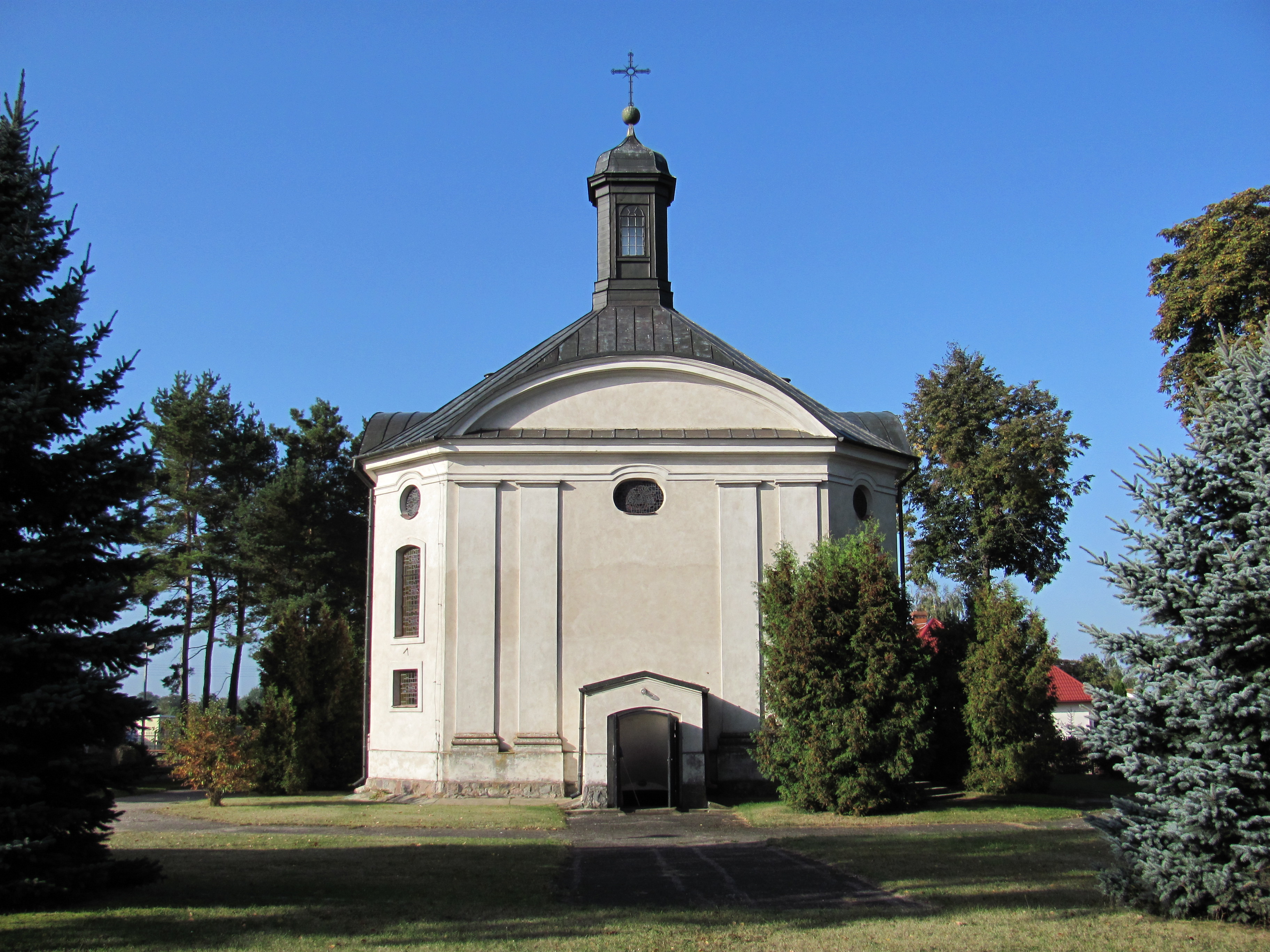
Костёл

Клюко́во (пол. Klukowo) — деревня в Польше, входит в состав Высокомазовецкого повета Подляского воеводства. Административный центр гмины Клюково. Находится примерно в 15 км к югу от города Высоке-Мазовецке. По данным переписи 2011 года, в деревне проживало 596 человек.
Впервые упоминается в XIII веке. В 1833—1835 годах в деревне был построен католический костёл.